# 1948 en Lorraine
Chronologie de la Lorraine
- 1944
- 1945
- 1946
- 1947
- 1948
- 1949
- 1950
- 1951
- 1952

Cette page est une liste d'événements qui se sont produits durant l'année 1948 en Lorraine.

## Éléments contextuels
- La Lorraine, première région sidérurgique de France, compte près de soixante hauts-fourneaux [1].

## Événements

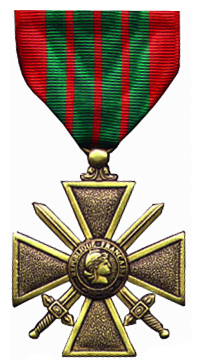
Croix de Guerre 39 45

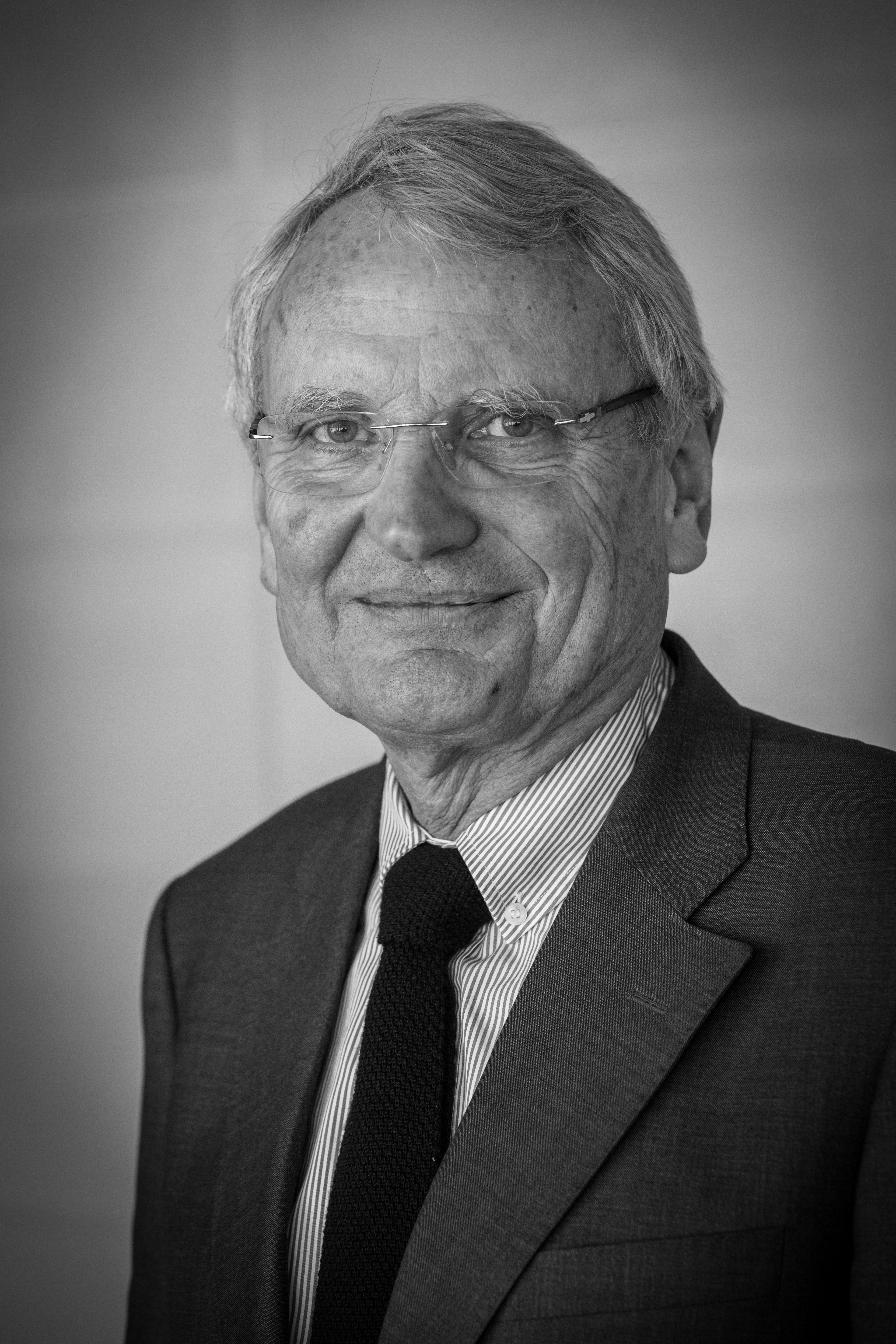
Gérard Cherpion par Claude Truong-Ngoc en janvier 2016.

- Henri Lepage est sacré champion olympique d'escrime en épée par équipes aux Jeux olympiques d'été de 1948 [2].
- Achèvement du chevalement de la mine de Folschviller, d'une hauteur de 48.50 mètres.
- De Wendel crée Sidelor[3].
- Construction de la chapelle Notre-Dame-de-Humbépaire à Baccarat. Elle est éclairée par 20 vitraux en dalles de verre de Gabriel Loire de Chartres, un carillon de 6 cloches Paccard est installé dans le campanile[4].
- Jean Thiry, historien, docteur en Droit, docteur ès Lettres, président de la Fédération Nationale des Orphelins de Guerre, ancien Avocat à la Cour d’appel de Paris, devient président de l'Académie de Stanislas[5].
- Fondation de la Sollac, acronyme de SOciété Lorraine de LAminage Continu, société sidérurgique dont le siège est fixé en Moselle[6].
- André Drapp se classe troisième au concours de Monsieur Univers à Londres et remporte le titre de Monsieur Europe[7].
- Venant de Grèce à destination de Londres, la flamme olympique, prise en charge de la frontière Suisse à la frontière Luxembourgeoise par des sportifs francs-comtois et lorrains traverse notamment Nancy et Metz[8].
- Tournage à Domremy-aux-Bois du film Jeanne d'Arc de Victor Fleming[9]
- Fondation d'Usinor[10].

- Janvier 1948 : une catastrophe au puits Vuillemin de Petite-Rosselle fait 23 morts[11].
- 30 juin : Charles de Gaulle est acclamé lors d'une visite à Metz[12].
- 1er juillet : dernière exécution capitale dans la Meuse à Saint-Mihiel.
- 3 juillet : le président de la république, Vincent Auriol est en visite à Metz[3].
- 3 août : Lucien Genot membre de la Société de tir de Nancy participe aux Jeux olympiques d'été [13] à Londres au Royaume-Uni avec le résultat suivant, Carabine 50 mètres : 24e avec 591 points.
- 21 septembre : début d'une grève illimitée très suivie dans le bassin de Longwy[3]..
- 1 novembre : la croix de guerre 1939-1945 est attribuée à Badonviller, avec la citation suivante : « La ville de Badonviller, décorée de la Légion d’Honneur et de la croix de guerre 1914-1918, pour son indomptable énergie et son courage stoïque dont les habitants ont montré les mêmes vertus civiques, établissant un réseau de résistance particulièrement actif »
- 7 novembre, sont élus sénateurs de Meurthe-et-Moselle : Jean Lionel-Pèlerin; Max Mathieu;
- 7 novembre, est élu sénateur de la Meuse : Martial Brousse;
- 7 novembre, est élu sénateur de la Moselle : Jean-Éric Bousch.
- 11 novembre : Bar-le-Duc est citée à l'ordre de l'Armée : « Par sa situation géographique et ferroviaire, Bar-leDuc fut, de 1940 à 1944, le point vers lequel convergèrent prisonniers, évadés, Alsaciens-Lorrains fuyant l’enrôlement, patriotes s’évadant des trains de déportation, aviateurs tombés lors de vols vers l’Allemagne. La population, aux sentiments profondément anti-allemands, se dévoua sans se soucier des risques encourus pour tous ces malheureux fuyant le Stalag, l’enrôlement forcé, la déportation. Plusieurs de ses enfants, dont cinq de moins de 20 ans, payèrent de leur vie leur participation à la Résistance. Les éléments locaux de la Résistance attaquèrent la prison allemande et délivrèrent, le 29 août 1944, avant-veille de la Libération, 41 français qui échappèrent ainsi à la déportation ou au peloton d’exécution. Titulaire de la croix de Guerre 1914-1918. »[14].

## Inscriptions ou classement aux titre des monuments historiques
- Chartreuse de Bosserville .

## Naissances

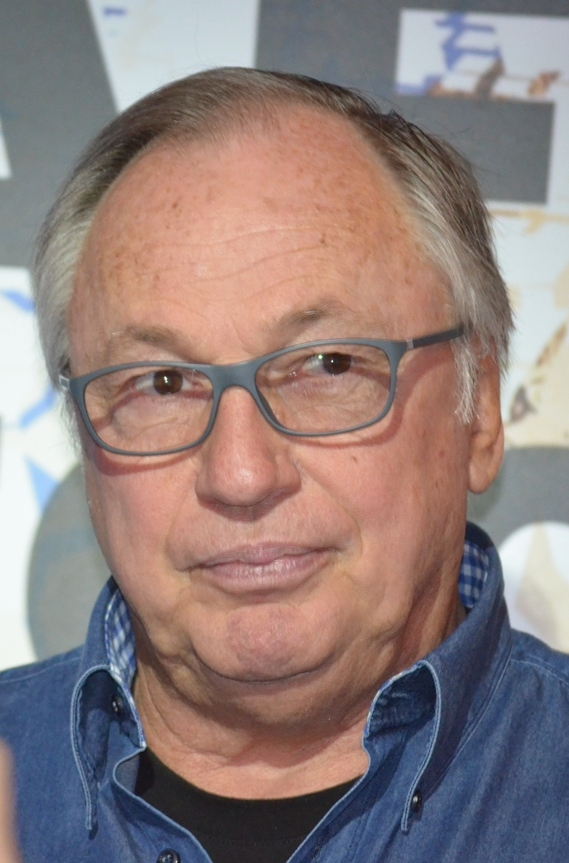
Jean-Louis Schlesser

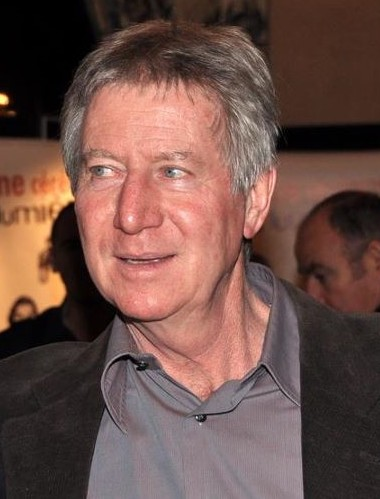
Régis Wargnier en 2012.

- Yvon Lallemand, écrivain et peintre français né à Thionville (Moselle) en 1948 et mort le 2 février 2011 à Saint-Dizier (Haute-Marne).
- Jean Michel Massing (né en 1948), historien d'art français. Auteur de nombreux articles[15], il enseigne depuis 1977 à l'Université de Cambridge.
- 22 janvier à Lunéville : Robert Malgras, homme politique français.
- 26 janvier à Remiremont : Michel Chabrier, mort le 16 novembre 2010 dans sa ville natale, athlète français, spécialiste du lancer du disque.
- 30 janvier à Rambervillers : Claude Jacquot, homme politique français.
- 1 février à Verdun : Gérard Terrier est un homme politique français.
- 11 mars :
  - à Nancy : Claude Léonard, homme politique français.
  - à Vittel : Serge Firca, athlète français, spécialiste du triple saut.
- 12 mars à Metz : Jean-Louis Lorrain, mort le 27 juin 2013 à Rixheim (Haut-Rhin), homme politique français.
- 15 mars à Dombasle-sur-Meurthe (Meurthe-et-Moselle) : Gérard Cherpion, homme politique français.
- 9 avril à Metz : Bernard-Marie Koltès, mort le 15 avril 1989 à Paris, est un auteur dramatique français.
- 18 avril :
  - à Metz : Régis Wargnier, réalisateur et parolier français. Il est membre de l'Académie des beaux-arts depuis 2007.
  - à Saint-Avold : Richard Wolsztynski, fils d'un mineur polonais, travaillant dans le bassin des houillères de l'Est, en Moselle. Officier général cinq étoiles. Son dernier poste de sa carrière a été celui de chef d'état-major de l'Armée de l'air de 2002 à 2006.
- 25 mai à Filstroff : Jean-Louis Kieffer[16], écrivain et un poète français. Dans ses œuvres, sa langue d'expression principale est le francique mosellan (Platt), celle-ci étant sa langue maternelle.
- 14 mai à Épinal : Marie-Jeanne Philippe, chimiste française, spécialiste de chimie minérale et de métallurgie.
- 21 juin
  - à Metz : Alain Surget, écrivain français . Il se consacre principalement à la littérature d'enfance et de jeunesse.
  - à Nancy : Gérard Lhéritier, homme d’affaires français, fondateur et président de la société Aristophil, et du Musée des lettres et manuscrits à Paris, mis en examen pour blanchiment et escroquerie en bande organisée[17],[18],[19].
- 5 juillet à Nancy : Yves Mariot, mort le 15 janvier 2000, était un footballeur professionnel français qui évoluait au poste d'ailier. Il a été sélectionné une fois en équipe de France.
- 13 juillet à Champigneulles : Élise Fischer, femme de lettres lorraine, romancière, journaliste et critique littéraire française.
- 3 août à Metz : Stanislas Lalanne, évêque catholique français, évêque émérite de Pontoise.
- 19 août à Neufchâteau : Francis Delivré[20],[21], sculpteur, peintre, illustrateur, dessinateur de presse, graphiste et auteur.
- 26 août à Sarrebourg : Jean Stock, personnalité française de l'audiovisuel.
- 12 septembre à Nancy : Jean-Louis Schlesser, pilote automobile français. Pilote éclectique, aussi à l'aise sur circuit, où il a été deux fois champion du monde de Sport-prototypes, que sur les pistes africaines, Jean-Louis Schlesser est depuis près de 20 ans un acteur majeur des rallye-raids, où il cumule les fonctions de pilote et de constructeur, avec à son actif deux victoires au rallye Dakar et cinq titres de vainqueur de la Coupe du monde des Rallye-raid.
- 11 octobre à Metz : Gilbert Thiel, magistrat français.
- 29 octobre au Thillot : Jean-Claude Berthommier, footballeur français.
- 6 novembre à Neufchâteau (Vosges) : Michel Dinet, mort le 29 mars 2014 à Allamps, homme politique français membre du Parti socialiste.
- 22 novembre à Lunéville : Claude Ponticelli, dit Claude Ponti, auteur de littérature de jeunesse et illustrateur français.
- 24 novembre à Laxou : René Mangin, homme politique français.
- 2 décembre à Damelevières : Daniel Vaxelaire[22], écrivain et historien français.
- 12 décembre à Moyeuvre-Grande : Françoise de Panafieu, née Missoffe , femme politique française.

## Décès

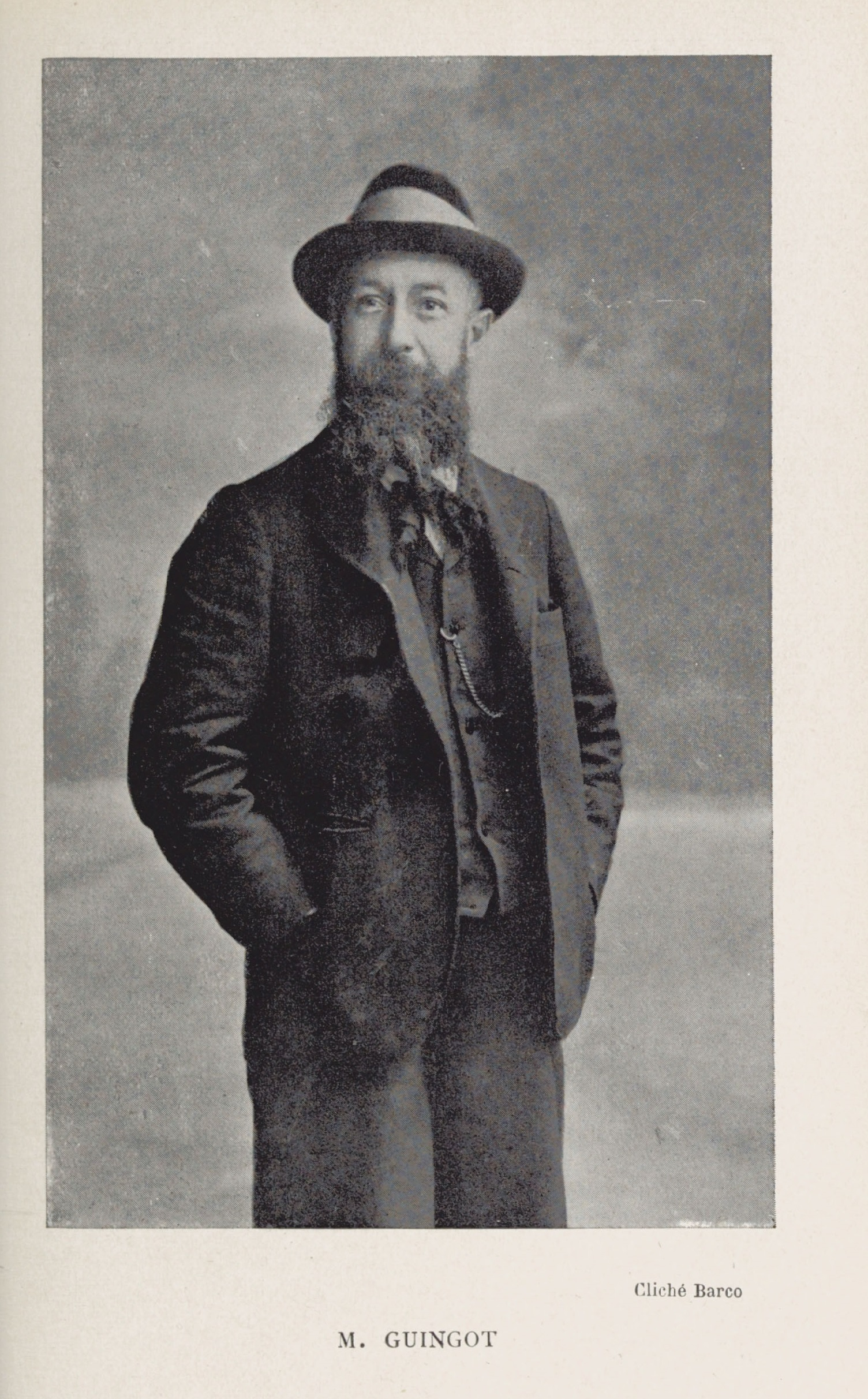
Louis Guingot.

- À Malzéville : Étienne Cournault, peintre, graveur et décorateur français né le 15 mars 1891 à Malzéville (Meurthe-et-Moselle).
- 16 décembre à Lay-Saint-Christophe : Louis Guingot, peintre de l'École de Nancy né le 3 janvier 1864 à Remiremont. Membre fondateur de l'École de Nancy et inventeur, en 1914, du camouflage militaire[23].
- 13 avril à Hayange, dans un accident de la route : Gustave Kemp, né le 24 février 1917 à Differdange, footballeur luxembourgeois évoluant au poste d'avant-centre. International luxembourgeois, il joue trois saisons pour le FC Metz juste après la Seconde Guerre mondiale et est le deuxième meilleur buteur du championnat de France de D1 en 1946-47 avec 30 buts.